# Mati Gilden
Mati Gilden   (Tallinn, 7 de gener de 1942 - Tallinn, 29 de juliol de 2014) fou un futbolista estonià de la dècada de 1960.
Pel que fa a clubs, defensà els colors de FC Norma Tallinn, JK Tallinna Kalev, JK Dünamo Tallinn i Tempo Tallinn.